# Tanzania na Letnich Igrzyskach Olimpijskich 1972
Tanzanię na Letnich Igrzyskach Olimpijskich 1972 w Monachium reprezentowało 15 zawodników, wszyscy mężczyźni.
Podczas tych igrzysk, Tanzania nie zdobyła żadnego medalu.

## Wyniki

### Lekkoatletyka
Bieg na 100 metrów mężczyzn
- Norman Chihota
  - Eliminacje – 10,79s (nie zakwalifikował się)

Bieg na 200 metrów mężczyzn
- Hamad Ndee
  - Eliminacje – 21,74s (nie zakwalifikował się)

Bieg na 400 metrów mężczyzn
- Claver Kamanya
  - Eliminacje – 46,18s
  - Druga runda – 46,55s (odpadł)

Bieg na 1500 metrów mężczyzn
- Filbert Bayi
  - Eliminacje – 3:45,4 (nie zakwalifikował się)

Bieg na 3000 metrów z przeszkodami mężczyzn
- Filbert Bayi
  - Eliminacje – 8:41,4 (nie zakwalifikował się)

Maraton mężczyzn
- Julius Wakachu
  - Nie ukończył (wyeliminowany po 20 kilometrach)

Sztafeta 4 x 100 metrów mężczyzn
- Obedi Mwanga, Norman Chihota, Claver Kamanya i Hamad Ndee
  - Eliminacje – 41,07s (nie zakwalifikowali się)

Sztafeta 4 x 400 metrów mężczyzn
- Claver Kamanya, Omar Ba, Abou Mamadou Sow i Samba Dieye
  - Eliminacje – 3:10,1 (nie zakwalifikowali się)

### Boks
Waga papierowa (– 48 kg)
- Bakari Selemani
  - 1/16 finału – przegrał z Kim U-Gil (Korea Północna), TKO-1

Waga musza (– 51 kg)
- Saidi Tambwe
  - 1/32 finału – wolny los
  - 1/16 finału — przegrał z You Man-Chong (Korea Południowa), 0:5

Waga kogucia (– 54 kg)
- Flevitus Bitegeko
  - 1/32 finału – wolny los
  - 1/16 finału – przegrał z Marian Lazar (Rumunia), 0:5

Waga piórkowa (– 57 kg)
- Habibu Kinyogoli
  - 1/32 finału – wolny los
  - 1/16 finału – wygrał z Sun Soth (Kambodża), 5:0
  - 1/8 finału – przegrał z Antonio Rubio (Hiszpania), 0:5

Waga lekkopółśrednia (– 63,5 kg)
- Robert Mwakosya
  - 1/16 finału – przegrał z Zvonimir Vujin (Jugosławia), TKO-2

Waga półśrednia (– 67 kg)
- Mbwana Mkanga
  - 1/32 finału – wolny los
  - 1/16 finału – przegrał z Vartex Parsanian (Iran), 0:5

Waga średnia (– 75 kg)
- Titus Simba
  - 1/16 finału – wolny los
  - 1/8 finału – przegrał z Reima Virtanen (Finlandia), 2:3

Waga półciężka (– 81 kg)
- Samson Laizer
  - 1/16 finału – przegrał z Guglielmo Spinello (Włochy), K.O.